# Шахта Л23
«Шахта Л23» — польский чёрно-белый художественный фильм режиссёра Леонарда Бучковского, снятый в 1932 году. Экранизация романа Ежи Коссовского.
Премьера фильма состоялась 12 февраля 1932 года. Фильм сохранился не полностью.

## Сюжет
Геолог-лозоискатель Ярач обнаруживает место залежи нефти и сооружает буровую установку. Для полноценной добычи нефти ему нужен год, и он нанимает Ежи и приятеля Антека, который снимает у него квартиру и работает на сталелитейном заводе неподалеку.
Ежи и Антек влюблены в Басю, дочь Ярача. Ежи красивее и элегантнее, поэтому соперничество с ним становится для Антека источником глубоких страданий. Он пытается любой ценой перетянуть на свою сторону отца девушки, но тот отвергает предложения. Желая покорить сердце девушки, Антек крадёт драгоценный камень и хочет подарить его Басе. Директор завода приводит на квартиру Антека полицейских. Драгоценность находят под его подушкой и Антек теряет работу.
Видя, что он проигрывает борьбу за сердце девушки, Антек решается на отчаянный шаг, он хочет рассказать о своих чувствах Басе. Между тем на шахте Ярача, подожженное преступной рукой, загорается оборудование. Антек приходит попрощаться с Басей и вдруг замечает за окном зарево пожара. Он бросается в море огня и выносит на руках Ярача и Ежи. Ежи, поняв всё великодушие соперника, решает уйти с его пути к счастью.

## В ролях
- Барбара Орвид — Бася, дочь бурильщика Ярача
- Ежи Марр — Антек
- Веслав Гавликовский — Ярач, отец Баси
- Адам Добош — Ежи
- Михал Галич
- Эдвард Пухальский
- Лех Оврон